# Helichrysum harennense
Helichrysum harennense là một loài thực vật có hoa trong họ Cúc. Loài này được Mesfin mô tả khoa học đầu tiên năm 1993.